# Dôme de Podaga
Podaga Tholus
Pour les articles homonymes, voir Podaga.
Le dôme de Podaga (désignation internationale : Podaga Tholus) est un dôme situé sur Vénus dans le quadrangle de Lada Terra. Il a été nommé en référence à Podaga, déesse slave du temps.